# سرباز کوچک (فیلم ۱۳۶۳)
سرباز کوچک (فیلم ۱۳۶۳) فیلمی به کارگردانی سعید بخشعلیان و نویسندگی سیدعلیرضا سجادپور ساختهٔ سال ۱۳۶۳ است.

## بازیگران
- علی عینی
- هادی زرین کمر
- اسماعیل رسولی
- حمید صفایی
- محسن علی
- حسین یاری
- حسن رضایی
- مختار عارفی
- تیمور ولدخانی
- ابراهیم علی عسگری
- قلیچ خانی
- محمدرضا آزرنگ
- سیدفتح اله دیده ور